# Noviglio
Noviglio – miejscowość i gmina we Włoszech, w regionie Lombardia, w prowincji Mediolan.
Według danych na rok 2004 gminę zamieszkiwało 2791 osób, 186,1 os./km².